# Jean-Marie de Prémonville
Jean-Marie de Prémonville de Maisonthou, né à Paris le 9 avril 1921 et mort le 12 février 1951 en Corée, est un journaliste et grand reporter français.

## Résistant
Membre de la section spéciale d'action immédiate du mouvement de résistance Turma Vengeance durant la Seconde Guerre mondiale, il  est arrêté et condamné à mort, mais seulement déporté à Dachau du fait de l'intervention de Fernand de Brinon. Pendant sa captivité il côtoie Maurice Nègre à la Prison de la Santé.

## Reporter
Jean-Marie de Prémonville travaille d'abord à Paris-Match avant d'être embauché à l'AFP.
Maurice Nègre, devenu président-directeur général de l'Agence France Presse, l'envoie en 1950 couvrir la guerre de Corée après le décès du correspondant de guerre Maximilien Philomenko tué dans un accident d'avion. Débarqué à Inchon, il est, avec Homer Bigart du New York Herald Tribune et Serge Bromberger du Figaro, le premier correspondant de guerre à entrer dans Séoul dans la foulée des soldats du 5e régiment de Marines.
Blessé une première fois lors de la bataille du périmètre de Busan, il est tué par une rafale de mitrailleuse en accompagnant une patrouille américaine le 12 février 1951 pendant la bataille de Jipyeong-ri.
Ses reportages paraîtront post mortem dans Retour de Corée : récits de quatre correspondants de guerre français sur le front de Corée coécrit avec Philippe Daudy, Serge Bromberger et Henri de Turenne, prix Albert-Londres en 1951.

## Œuvre
- Retour de Corée, René Juillard, 1951 (avec Philippe Daudy, Henri de Turenne et Serge Bromberger)